# Laminage des crues
 (janvier 2023).
Si vous disposez d'ouvrages ou d'articles de référence ou si vous connaissez des sites web de qualité traitant du thème abordé ici, merci de compléter l'article en donnant les références utiles à sa vérifiabilité et en les liant à la section « Notes et références ».
Le phénomène de laminage des crues est la transformation de l'onde de crue entre un point amont et un point aval d'un cours d'eau. Il a pour effet de diminuer le débit de pointe (le débit maximal) en répartissant le volume de la crue dans le temps. Ceci est possible grâce au stockage temporaire d’une partie du volume de la crue dans le lit majeur d'un cours d'eau (laminage naturel) ou dans la retenue d'un barrage (laminage artificiel).
Un barrage crée un laminage positif sur les crues : la pointe de crue en aval d'un barrage (en l'absence de manœuvre de ses organes hydrauliques) est toujours inférieure (au moins faiblement) à la pointe de crue en amont de sa retenue.
On l'appelle aussi écrêtage des crues.